# VBS 1101–1103
Die Baureihe VBS 1101–1103 des Herstellers Linke-Hofmann-Busch (LHB-Bezeichnung: LHB 1100 BB) sind dieselhydraulische Lokomotiven mit der Achsfolge B’B’.
Sie wurden mit den Fabriknummern LHB 3139–3141 für die Verkehrsbetriebe Salzgitter 1967 gebaut und auf den Gleisanlagen des Unternehmens mit den Bezeichnungen 1101–1103 eingesetzt. Die Lokomotive 1103 wurde 1997 nach einem Unfall ausgemustert, die beiden anderen wurden 2016 nach Italien verkauft.

## Geschichte
Die Verkehrsbetriebe Peine-Salzgitter erhielten im Frühjahr 1967 drei neue vierachsige Drehgestelllokomotiven, die in Aussehen und Leistung in etwa der Baureihe V 100 nachempfunden waren und die Bezeichnung 1101–1103 erhielten. Die 1102 wurde 1967 auf der Hannover-Messe ausgestellt. Nach der Fusion zu den Verkehrsbetrieben Peine-Salzgitter 1971 behielten die Lokomotiven ihre Nummern.
Die Lokomotiven wurden als Ersatz für die größten Dampflokomotiven von Krupp im schweren Rangier- und Streckendienst eingesetzt und beförderten Lasten bis 2.600 t. Weitere Lokomotiven sollten für den Werksverkehr folgen, wozu es aber nicht mehr kam. Die Lok 1103 hatte im Jahr 1997 einen Unfall, in dessen Folge sie ausgemustert und verschrottet werden sollte.
Die beiden anderen Lokomotiven erhielten 2001 bzw. 2002 bei Gmeinder eine neue Antriebsanlage mit neuen Aufbauten, wobei sich die Leistung der Loks auf 2.040 PS steigerte. In dieser Form waren die Loks noch bis 2016 in Betrieb und wurden anschließend an eine Privatbahn in Italien verkauft.

## Technik
Die Industrielokomotiven besaßen bei Indienststellung folgende Farbgebung: Untergestell, Drehgestelle und Kopfstücke dunkelgrau, Führerhaus und Aufbauten mittelblau, Dach silber und die Warnanstriche am Kopfstück schwarz/gelb. In den Abmaßen in etwa gleich sind sie ähnlich der DB-Baureihe V 100, jedoch mit stärkerer Maschinenanlage.
Das Laufwerk wurde vereinfacht mit verschleißarmen Bauelementen wie einer Megi-Federung oder Clouth-Rollfedern für die seitliche Rahmenabstützung ausgeführt. Dafür war die Höchstgeschwindigkeit der Lok auf 75 km/h begrenzt.
Angetrieben wurden die Loks von dem Zwölfzylinder-Viertakt-Dieselmotor Maybach MD 650, der eine Leistung von 1.200 PS bei einer Nenndrehzahl von 1.600/min entwickelte. Der Motor gab das Drehmoment an ein Strömungsgetriebe von Voith ab. Dieses mit der Bezeichnung L 206 rs war als Zweiwandlergetriebe ausgerüstet und mit einem integrierten Wendegetriebe sowie einem Stufengetriebe für Strecken/Rangiergang ausgestattet. Mittels Gelenkwellen wurden alle vier Achsen der Lok angetrieben.
2002 wurden die beiden noch vorhandenen Lokomotiven bei Gmeinder mit einer stärkeren Maschinenanlage mit MTU 12V 4000 R10 und Getriebe Voith L 520 rz U2 ausgestattet. Die Motorleistung erhöhte sich dadurch auf 1500 kW (2040 PS). Äußerlich hatten sie danach eine eckigere Kastenform mit anderer Lampenanordnung.
Ausgerüstet waren sie mit einer indirekten Bremse von Knorr mit Einfach-Steuerventil und G-P-Lastwechsel sowie einer mechanischen Handbremse. Zur Sonderausrüstung gehörten ferner die Spurkranzschmierung sowie Schleuder- und Überlastschutz.